# بوبووو
بوبووو (به لهستانی:  Bobowo) یک روستا در لهستان است که در گمینا بوبووو واقع شده‌است. بوبووو ۱٬۲۷۱ نفر جمعیت دارد.